# Gärtnergehilfe
Ein Gärtnergehilfe ist ein Gärtner, der nach zwei- oder dreijähriger Ausbildungszeit die „Gehilfenprüfung“ vor einem Gremium der Landwirtschaftskammer abgelegt hat.
Man kann sich auf folgende Fachrichtungen spezialisieren:
- Baumschule
- Garten- und Landschaftsbau
- Friedhofsgärtnerei
- Zierpflanzenbau
- Staudengärtnerei
- Obstbau
- Gemüsebau